# 15式軽戦車
15式軽戦車、もしくはZTQ-15は、中華人民共和国が新規に開発した重量33トンから36トンの軽戦車である。 2018年12月に中華人民共和国国防部から正式に存在が発表された。2018年当時の同国の主力戦車である99式戦車や96式戦車よりも軽量で、中国南部の水郷地帯やチベットなどの高原・山岳地帯に対応した仕様となっている。

## 設計思想と開発
中国では、1990年代末期に開発した第2世代主力戦車の96式戦車を経て、次世代最新鋭の第3世代主力戦車である99式戦車を開発・配備している。しかし、50トンクラスの大型な主力戦車を運用できる環境は中国国内では限られており、例えば水郷地帯が広がる亜熱帯の中国南部、チベット高原などの高山帯を控える南西部などではこれら主力戦車の運用は難しかった。特に山間部での運用には深刻な不足があったとされる。それらの地域には長らく旧世代の62式軽戦車が運用されていた。62式軽戦車は重量21トンで道路条件の悪い地域での運用に評価がある。しかし、62式戦車は1959年に制式採用した第1世代主力戦車である59式戦車をスケールダウンしたものであり、性能の限界が早くから指摘されていた。また、あまりにも旧式であるということで、現場の部隊からも新型の戦車を求める強い要求が出ていた。
そのような状況の中、中国南部の水郷地帯や高原・山岳地帯などでの作戦に対応できる軽戦車として新規に設計されたのが、15式軽戦車である。15式軽戦車は重装甲を誇る敵の最新の主力戦車と対抗する目的よりも、その他の機動戦力や固定施設、歩兵との交戦や偵察を主任務として開発したとされている。また、車体も30トンクラスまで軽量化されているとされている。後述するが、軽量化のため火力や装甲についてはその規模を抑えることで妥協され、しかし、最新の主力戦車と相対するのでなければそれで充分だとされた。
世界の軍事界では2010年頃から、中国が新型の軽戦車を開発中であるとの見方が出ていて、噂の軽戦車は「高原猛虎」の名称で知られるようになっていた。開発においては冷却水管の破裂、エンジン火災、油気圧パワーアシスト破損、射撃不良などあらゆる面で難航し、完成には8年かかったという。
2016年に中国国際航空宇宙博覧会において、15式軽戦車の輸出型戦車であるVT5という名称の軽戦車が初披露された。2018年12月、中華人民共和国国防部は新型の軽戦車として15式軽戦車の存在を初めて公式に明らかにし、同時に中国人民解放軍への制式車両の引き渡しが始まっているとも発表した。後継車両の開発が難航し適切な後継のないまま2011年に全車退役した62式軽戦車の後継車両として、15式軽戦車はようやく完成したことになる。
2019年10月の中国建国70周年軍事パレードで初めて公式の場に姿を現している。

## 構造
15式軽戦車は、配備開始当時の自国や他国の最新鋭の第3.5世代主力戦車と比べて決して火力・防護力に秀でている車両であるわけではない。
しかし、軽量化され優れた高地性能を持つことにより、他の戦車が侵入できない山岳地帯や高地、田園地帯のような地形の戦場でも活躍できる能力を持っているとされる。そのような歩兵主体の戦場で、15式軽戦車がネットワーク化された機動火力を提供することができれば、中国軍は圧倒的に優位で戦況を進めることができると見られている。

### 兵装
主砲として105mmライフル砲を装備している。この砲はロイヤル・オードナンス105mm戦車砲L7をライセンス生産した59-Ⅱ式戦車用105mm81式ライフル砲を新規に改良したもので、自動装填装置を備え、中国規格の砲弾に加えてNATO標準規格の弾薬を使用できる。
弾種としてはAPFSDS (装弾筒付翼安定徹甲弾)、HEAT (対戦車榴弾)、HE (榴弾)、それに対戦車ミサイルが使用可能。対戦車ミサイル弾も含めて、主砲弾は38発搭載できる。軍事情報を扱うウェブサイトのmilitary-today.comでは、105mmAPFSDS弾は現代の主力戦車には威力不足、としながらも、対戦車ミサイルはそのような戦車にも脅威を与えうるとしている。また、Norinco（ノリンコ）が開発した新型105mmAPFSDS（BTA-2）は、距離2000mで550mmの垂直均質圧延鋼装甲を貫徹する能力を有するため、一定の条件下ではインドが運用するT-90Sの砲塔を貫徹することが可能であるとの推測もある。戦車専門誌の『パンツァー』では、この主砲は例えば隣国ロシアの戦車戦力に対抗できるものではないとしながらも、中国南部で国境を接するインド・ベトナム等の国の全ての装甲車を撃破出来ると評価されている。
副兵装として、砲塔上面に遠隔操作が可能な無人銃架(RWS)を装備している。12.7mm重機関銃が装備されていて、35mm自動擲弾発射器も装着可能である。また、同軸機銃として7.62mm機関銃を備えている。

### 防御
装甲は、軽量化のため従来の99式戦車等に比べ大幅に削減されているが、砲塔正面装甲のみ第3世代主力戦車に準ずる防御力があると言われている。車体・砲塔装甲には圧延鋼板が使われていると推測されており、複合装甲も使用されているとの情報もある。また、複合装甲と爆発反応装甲を増加装甲として装着することも可能である。さらに、15式軽戦車の輸出用バージョンであるVT5では、2016年に展示された際にはケージ装甲も装着されていた。
搭乗員は車長、砲手、操縦手の3名からなるが、搭乗員保護のためのNBC防御システムや空調機器も同時代の戦車の例に漏れずに装備している。また、高地での行動に対応するために酸素ボンベの追加分や紫外線防止装置も搭載されている。
発煙弾発射装置は砲塔に装備されているが、レーザー検出機が反応した際には自動で発煙弾が発射され、レーザー誘導型の対戦車ミサイルに対抗するようになっている。

### 機動力
車体後部に1,000馬力のディーゼルエンジンを装備していて、最高速度70km/hを出すことができる。このエンジンには空気の薄い環境に対応するためにツインターボが搭載されている。2つの過給機を作動させることにより、酸素が薄いためにT-72やT-90などのインド軍の戦車による侵入が難しい高地の戦場でも、15式軽戦車は活動することができる。また、作動させている状態では1,200馬力を発揮することができるが、低地でこれを使うとエンジンの寿命を早めてしまうため、高地ではツインターボを作動させるが低地では使用しない、といった特殊な運用がなされる。
トランスミッションには油圧機械式無段階自動変速操向機（HMT, Hydro-Mechanical Transmission）を採用し、懸架装置にはセミアクティブサスペンションを採用している。
車内燃料のみを使った場合の巡航距離は450kmである。また車体後部に外装式の大型増槽を2つ付けることが可能で、この時航続距離を800kmまで伸ばすことができる。

### 電子装備
中国共産党中央政法委員会では、15式軽戦車を「高度に情報化された」戦車であるとしている。実際に、15式軽戦車には2019年現在には用途不明のものも含めて多数センサー類と思わしきものなどが確認でき、99式戦車と同等かそれ以上のネットワーク能力の付与とデジタル化がなされていると見られている。他のユニットからの情報を基に間接射撃も可能という。

## 派生型
VT5
15式軽戦車/ZTQ-15の輸出用車。
VN17
VT5の車体をもとに開発された輸出用の歩兵戦闘車。

## 運用
- 中国
  -  中国人民解放軍陸軍: 400両 (2021年時点)[15]
  -  中国人民解放海軍陸戦隊[11]
- バングラデシュ
  -  バングラデシュ陸軍: 44両 VT-5[16][17][18]